# Zeno Ibsen Rossi
Zeno Ibsen Rossi (Streatham, Inglaterra, Reino Unido, 28 de octubre de 2000) es un futbolista inglés. Juega de defensa y su equipo es el Cambridge United F. C. de la League One.

## Trayectoria
Con pasos por las inferiores del Brentford F. C. y Southampton F. C., se unió a las inferiores del AFC Bournemouth en 2017. Firmó su primer contrato profesional con el club para la temporada 2018-19.
El 15 de julio de 2020 fue enviado a préstamo al Kilmarnock F. C. que competía en la Scottish Premiership. Debutó en el club escocés el 29 de agosto en la victoria por 4-0 sobre el Dundee United F. C.
Debutó con el Bournemouth el 31 de julio de 2021 contra el Milton Keynes Dons F. C. en la Copa de la Liga, fue victoria por 5-0 de local. A medidos de la temporada, el 31 de enero de 2022, fue enviado a préstamo al Dundee F. C. escocés. Tras la misma fue traspasado al Cambridge United F. C.

## Estadísticas
Actualizado al último partido disputado al término de la temporada 2024-25.
| Club | Div.          | Temporada     | Liga(1) | Liga(1) | Copas nacionales(2) | Copas nacionales(2) | Total | Total |
| Club | Div.          | Temporada     | Part.   | Goles   | Part.               | Goles               | Part. | Goles |
| --- | ------------- | ------------- | ------- | ------- | ------------------- | ------------------- | ----- | ----- |
| Kilmarnock F. C. Escocia | 1.ª           | 2020-21       | 14      | 0       | 6                   | 1                   | 20    | 1     |
| Kilmarnock F. C. Escocia | Total club    | Total club    | 14      | 0       | 6                   | 1                   | 20    | 1     |
| AFC Bournemouth Inglaterra | 2.ª           | 2021-22       | 4       | 0       | 3                   | 0                   | 7     | 0     |
| AFC Bournemouth Inglaterra | Total club    | Total club    | 4       | 0       | 3                   | 0                   | 7     | 0     |
| Dundee F. C. Escocia | 1.ª           | 2021-22       | 3       | 0       | 1                   | 0                   | 4     | 0     |
| Dundee F. C. Escocia | Total club    | Total club    | 3       | 0       | 1                   | 0                   | 4     | 0     |
| Cambridge United F. C. Inglaterra | 3.ª           | 2022-23       | 6       | 0       | 6                   | 0                   | 12    | 0     |
| Cambridge United F. C. Inglaterra | 3.ª           | 2023-24       | 11      | 0       | 4                   | 0                   | 15    | 0     |
| Cambridge United F. C. Inglaterra | 3.ª           | 2024-25       | 15      | 0       | 6                   | 0                   | 21    | 0     |
| Cambridge United F. C. Inglaterra | Total club    | Total club    | 32      | 0       | 16                  | 0                   | 48    | 0     |
| Total carrera | Total carrera | Total carrera | 53      | 0       | 26                  | 1                   | 79    | 1     |
| (1) Incluye datos de los play-offs de la Scottish Premiership. (2) Incluye datos de la FA Cup, la Copa de la Liga de Inglaterra, la Copa de Escocia y la Copa de la Liga de Escocia. |               |               |         |         |                     |                     |       |       |